# Ficus crassiramea
Ficus crassiramea är en mullbärsväxtart. Ficus crassiramea ingår i släktet fikonsläktet, och familjen mullbärsväxter.

## Underarter
Arten delas in i följande underarter:
- F. c. crassiramea
- F. c. stupenda